# Kryterium Chauveneta

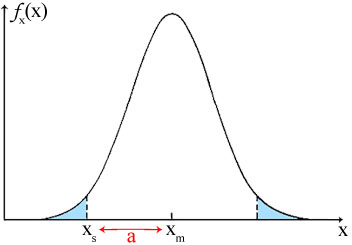
Wykres przedstawiający Kryterium Chauveneta

Kryterium Chauveneta – heurystyczny warunek pozwalający na stwierdzenie, czy dana obserwacja z wykres próby statystycznej jest tzw. obserwacją odstającą, która powstała na skutek błędu pomiaru. Obserwację taką należy odrzucić przed dalszymi analizami statystycznymi.

## Przykład zastosowania
Wykonując jakiś pomiar powtarzamy go kilka razy, aby otrzymać dokładniejszy wynik. Im więcej pomiarów, tym dokładniejszy wynik. Jednak może się zdarzyć, że przy którejś z kolei próbie coś zakłóciło nam pomiar, przez co znacznie różni się od pozostałych wyników. W takiej sytuacji powstaje pytanie, czy pomiar ten należy brać pod uwagę, czy nie. Aby znaleźć odpowiedź na to pytanie, należy skorzystać z kryterium Chauveneta.
(Przy założeniu, że pomiar wielkości x ma rozkład normalny).

## Definicja
Zakładając, że wyniki pomiarów podlegają rozkładowi normalnemu o wartości oczekiwanej {\displaystyle {\overline {x}}} i odchyleniu standardowym {\displaystyle \sigma _{x},} prawdopodobieństwo wystąpienia wyniku o wartości {\displaystyle |{\overline {x}}-x_{pod}|>k\sigma _{x}} wynosi {\displaystyle P.}
Według kryterium Chauveneta iloczyn liczby podejrzanych wyników {\displaystyle n} i prawdopodobieństwa {\displaystyle P} musi być mniejszy od {\displaystyle 0{,}5.}
{\displaystyle n_{pod}=nP<{\frac {1}{2}}.}

## Objaśnienie
Załóżmy, że dla pomiarów {\displaystyle x_{1},x_{2},x_{3},\dots ,x_{n}} jeden z nich znacznie różni się od pozostałych (np. {\displaystyle x_{9}} albo {\displaystyle x_{26}}). Podejrzany pomiar oznaczmy ogólnie jako {\displaystyle x_{pod}.}
Następnie należy obliczyć statystykę (liczba odchyleń standardowych) {\displaystyle k} dla podejrzanej wartości {\displaystyle x_{pod}} i z tablicy funkcji błędu znaleźć prawdopodobieństwo {\displaystyle P} wystąpienia wyniku poza {\displaystyle k\sigma } (niektóre tablice przedstawiają prawdopodobieństwo P wystąpienia wyniku w {\displaystyle t\sigma }).
{\displaystyle k={\frac {|{\overline {x}}-x_{pod}|}{\sigma _{x}}},}
gdzie:
{\displaystyle k} – liczba odchyleń standardowych, o którą wynik {\displaystyle x_{pod}} (podejrzany) różni się od wartości średniej {\displaystyle {\overline {x}},}
{\displaystyle x_{pod}} – wartość podejrzana,
{\displaystyle {\overline {x}}} – średnia arytmetyczna,
{\displaystyle \sigma _{x}} – odchylenie standardowe (estymator największej wiarygodności).
jeżeli {\displaystyle n_{pod}=nP<{\frac {1}{2}}} to pomiar można odrzucić.

## Przykład
Treść doświadczenia: Długość ściany pewnego budynku została zmierzona 5 razy w wyniku czego otrzymano wyniki:
| {\displaystyle x_{i}}         | wartość pomiaru |
| ----------------------------- | --------------- |
| {\displaystyle x_{1}}         | 5,24            |
| {\displaystyle x_{2}}         | 5,31            |
| {\displaystyle x_{3}}         | 5,40            |
| {\displaystyle x_{4}}         | 5,45            |
| {\displaystyle x_{5}=x_{pod}} | 5,93            |

Piąty pomiar wyraźnie różni się od pozostałych. Powstają wątpliwości, czy wynik ten nie wpłynie negatywnie na ostateczny wynik pomiaru. Dlatego stosując kryterium Chauveneta możemy sprawdzić, czy dany pomiar odrzucić czy trzeba zostawić.
Zadanie: Za pomocą kryterium Chauveneta sprawdzimy, czy pomiar piąty można odrzucić czy nie.
Dane:
N = 5 (liczba wykonanych pomiarów)
{\displaystyle x_{pod}} = 5,93 m
{\displaystyle x_{i}} – wartość danego pomiaru
{\displaystyle k} – liczba odchyleń standardowych
{\displaystyle n} – liczba podejrzanych wyników
Obliczenia:
1. Obliczamy średnią arytmetyczną:
{\displaystyle {\overline {x}}={\frac {1}{N}}\sum _{i=1}^{N}x_{i}\Rightarrow {\overline {x}}={\frac {5{,}24+5{,}31+5{,}40+5{,}45+5{,}93}{5}}=5{,}466} [m].
2. Obliczamy odchylenie standardowe (Estymator największej wiarygodności):
{\displaystyle \sigma _{x}={\sqrt {{\frac {1}{N-1}}\sum _{i=1}^{N}(x_{i}-{\overline {x}})^{2}}}\Rightarrow \sigma _{x}=0{,}2717167642969.}
3. Obliczamy wyznacznik {\displaystyle k{:}}
{\displaystyle k={\frac {|{\overline {x}}-x_{pod}|}{\sigma _{x}}}\Rightarrow k=1{,}707660553.}
4. Odczytujemy prawdopodobieństwo z tablic: W tym punkcie należy skorzystać z odpowiednich tablic[1] i odczytać konkretną wartość prawdopodobieństwa {\displaystyle P[\%]} dla wartości {\displaystyle k} obliczonej w poprzednim punkcie.
5. Obliczenie wyznacznika {\displaystyle n_{pod}{:}}
  - {\displaystyle n_{pod}=n\left(1-{\frac {P}{100}}\right)} – jeżeli tablica przedstawia prawdopodobieństwo P wystąpienia wyniku w {\displaystyle k\sigma ,}
  - {\displaystyle n_{pod}=nP} – jeżeli tablica przedstawia prawdopodobieństwo P wystąpienia wyniku poza {\displaystyle k\sigma ,}
6. Jeżeli {\displaystyle n_{pod}<0{,}5} to sprawdzany pomiar należy odrzucić.